# Адміністративний поділ Греції

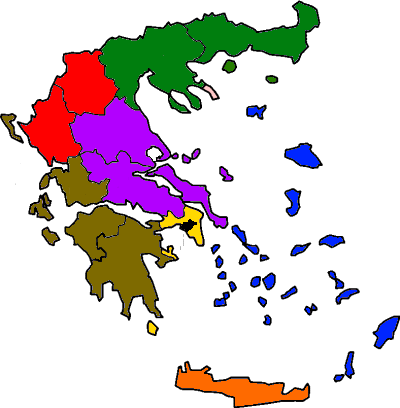
7 децентралізованих одиниць Греції за Програмою «Каллікратіс», що стала чинною 1 січня 2011 року

Адміністративний поділ Греції набрав чинності 1 січня 2011 року, відповідно до Програми «Каллікратіс». Адміністративний поділ від 1997 року із 13 периферіями, 54 номами і 1 033 (демами) та комунами, замінений на 7 децентралізованих адміністрацій, 13 периферій і від 325 (2011) до 332 (2019)демів. Периферії і деми (муніципалітети) стали повністю самокерованими. Керівництво адміністраціями відтепер буде здійснюватись генеральним секретаріатом у підпорядкуванні уряду Греції. Автономна чернеча держава Святої Гори, як автономна самоврядна одиниця, звільняється від цих реформ і зберігає свій особливий статус.

## Рівні самоврядування

### Перший
Перший, найнижчий, рівень самоврядування складатимуть муніципалітети, або деми (δήμοι), в результаті злиття низки нині існуючих муніципалітетів та громад. Вони перебуватимуть у віданні мера, або демарха (δήμαρχος), і муніципальної ради (δημοτικό συμβούλιο), які обиратимуться всенародно кожні 5 років. Муніципалітети підрозділяються на муніципальні відділи (δημοτικά διαμερίσματα) і, нарешті, громади (κοινότητες). Громади будуть мати свої власні ради, але їх роль буде чисто консультативною.

### Другий
Другий рівень самоврядування складатимуть існуючі 13 периферій Греції (περιφέρειες), у віданні периферіарха (περιφερειάρχης) і периферичної ради (περιφερειακό συμβούλιο), які всенародно обиратимуться кожні 5 років. Периферії розділені на периферійні одиниці (περιφερειακές ενότητες), які здебільшого, але не завжди, збігаються географічно із номами Греції. Кожну периферійну одиницю очолює віце-периферіарх (αντιπεριφερειάρχης), який є членом тієї самої партії, що й периферіарх.

### Третій
Третій рівень самоврядування складатимуть нові децентралізовані адміністрації, до складу яких увійдуть одна, дві або три периферії (за винятком Аттики і Криту). Адміністрація децентралізованих одиниць перебуватиме у віданні Генерального секретаря, який призначатиметься напряму урядом Греції, а також консультативної ради, яка у разі потреби звертатиметься до периферіарха і представників муніципалітетів.
|  | Децентралізована адміністрація                                                            | Столиця  | Периферії                                            | Площа, км² | Населення | Карта |
|  | ----------------------------------------------------------------------------------------- | -------- | ---------------------------------------------------- | ---------- | --------- | ----- |
|  | Аттики                                                                                    | Афіни    | Аттика                                               | 3 808      | 3 761 810 |       |
|  | Македонії і Фракії                                                                        | Салоніки | Центральна Македонія, Східна Македонія та Фракія     | 32 968     | 2 483 019 |       |
|  | Епіру та Західної Македонії                                                               | Яніна    | Епір, Західна Македонія                              | 20 553     | 1 094 326 |       |
|  | Фессалії і Центральної Греції                                                             | Лариса   | Фессалія, Центральна Греція                          | 29 586     | 1 359 217 |       |
|  | Пелопоннесу, Західної Греції та Іонії                                                     | Патри    | Пелопоннес, Західна Греція, Іонічні острови          | 29 147     | 1 592 432 |       |
|  | Егейських островів                                                                        | Пірей    | Північні Егейські острови, Південні Егейські острови | 9 122      | 508 807   |       |
|  | Криту                                                                                     | Іракліон | Крит                                                 | 8 259      | 601 131   |       |
|  | Автономна чернеча область Святої Гори Афон має особливий статус та власний візовий режим. |          |                                                      |            |           |       |

## Адміністрація Аттики
- Адміністративний центр: Афіни
- Периферій: 1 — Аттика

## Адміністрація Македонії і Фракії
- Адміністративний центр: Салоніки
- Периферій: 2 — Східна Македонія та Фракія, Центральна Македонія

## Адміністрація Епіру і Західної Македонії
- Адміністративний центр: Яніна
- Периферій: 2 — Епір, Західна Македонія

## Адміністрація Фессалії і Континентальної Греції
- Адміністративний центр: Лариса
- Периферій: 2 — Фессалія, Центральна Греція

## Адміністрація Пелопоннесу, Західної Греції та Іонічних островів
- Адміністративний центр: Патри
- Периферій: 3 — Пелопоннес, Західна Греція, Іонічні острови

## Адміністрація Егейських островів
- Адміністративний центр: Пірей
- Периферій: 2 — Північні Егейські острови, Південні Егейські острови

## Адміністрація Криту
- Адміністративний центр: Іракліон
- Периферій: 1 — Крит